# Talent Plzeň
Talent Plzeň ist der Name eines Handballvereins aus Plzeň in Tschechien. Die erste Mannschaft tritt auch unter den Namen SSK Talent M.A.T Plzeň und Talent tým Plzenského kraje (deutsch etwa: Talent Team Region Pilsen) an.
Im Jahr 1953 gegründet, gehört der Verein zu den erfolgreichen Teams in Tschechien.  In der Extraliga házené, der ersten tschechischen Liga, gewann der Verein in den Jahren 1998, 1999, 2014, 2015, 2016, 2019, 2021 und 2023 die Meisterschaft; im Jahr 1974 hatte der Verein auch die damalige tschechoslowakische Liga gewonnen.
International startete der Verein in der EHF Champions League und im EHF-Pokal bzw. der EHF European League.
Die Mannschaften des Vereins tragen ihre Heimspiele in der Městská sportovní hala in Pilsen aus.